# Mistrzostwa Ameryki Południowej w Biegach Przełajowych 2012
27. Mistrzostwa Ameryki Południowej w Biegach Przełajowych – zawody lekkoatletyczne, które odbyły się 4 marca 2012 w Limie.
W mistrzostwach wystąpiło dziewięć z czternastu reprezentacji należących do Confederación Sudamericana de Atletismo – były to Argentyna, Boliwia, Brazylia, Ekwador, Kolumbia, Panama, Peru (gospodarz), Urugwaj i Wenezuela.  

## Rezultaty

### Mężczyźni
| Konkurencja:                    | Złoto                    | Wynik  | Srebro          | Wynik   | Brąz             | Wynik   |
| Bieg seniorów na 12 km          | Gilberto Lopes           | 38:06  | Sérgio da Silva | 38:27   | Raúl Machacuay   | 38:55   |
| Seniorzy drużynowo              | Brazylia                 | 8 pkt. | Ekwador         | 21 pkt. | Peru             | 25 pkt. |
| Bieg juniorów na 8 km           | Thiarles dos Santos      | 26:22  | Jerson Orellana | 26:32   | Ioran Etchechury | 26:35   |
| Juniorzy drużynowo              | Brazylia                 | 9 pkt. | Peru            | 25 pkt. | Argentyna        | 39 pkt. |
| Bieg juniorów młodszych na 4 km | Víctor Vinícius da Silva | 12:41  | Thiago André    | 12:43   | Weverton Fidelis | 12:50   |
| Juniorzy młodsi drużynowo       | Brazylia                 | 3 pkt. | Kolumbia        | 11 pkt. | Ekwador          | 14 pkt. |

### Kobiety
| Konkurencja:                    | Złoto            | Wynik   | Srebro         | Wynik   | Brąz                | Wynik   |
| Bieg seniorek na 8 km           | Tatiele Carvalho | 28:59   | Angie Orjuela  | 29:31   | Nubia Arteaga       | 29:34   |
| Seniorzy drużynowo              | Brazylia         | 12 pkt. | Peru           | 21 pkt. |                     |         |
| Bieg juniorek na 6 km           | Luz Mery Rojas   | 22:55   | Belén Cassetta | 23:15   | Evelyn Escobar      | 23:29   |
| Juniorzy drużynowo              | Peru             | 8 pkt.  | Argentyna      | 26 pkt. | Brazylia            | 27 pkt. |
| Bieg juniorek młodszych na 3 km | Lucy Basilio     | 10:59   | Angie Bejarano | 11:05   | Katia Zulema Arenas | 11:06   |
| Juniorzy młodsi drużynowo       | Peru             | 4 pkt.  | Brazylia       | 5 pkt.  |                     |         |

## Klasyfikacja medalowa
| Miejsce | Reprezentacja | Złoto | Srebro | Brąz | Razem |
| 1.      | Brazylia      | 9     | 3      | 3    | 15    |
| 2.      | Peru          | 3     | 3      | 4    | 10    |
| 3.      | Kolumbia      | 0     | 3      | 0    | 3     |
| 4.      | Argentyna     | 0     | 2      | 1    | 3     |
| 5.      | Ekwador       | 0     | 1      | 1    | 2     |
| 6.      | Wenezuela     | 0     | 0      | 1    | 1     |